# Facta Philosophica
Facta Philosophica war eine halbjährlich erscheinende, philosophische Fachzeitschrift. Sie wurde 1999 (= 1. Jg.) von Alex Burri und Klaus Petrus (Universität Bern) gegründet und bis zu ihrer Einstellung 2008 (= 10. Jg.) herausgegeben. In der Zeitschrift wurden Aufsätze zur Gegenwartsphilosophie in deutscher, französischer und englischer Sprache veröffentlicht.